# Реформа местного самоуправления в России (2003—2009)
Муниципа́льная рефо́рма в Российской Федерации — реформа системы местного самоуправления, которая в основном была проведена в 2003—2009 годы в России.

## Закон о местном самоуправлении
1 января 2006 года вступил в силу Федеральный закон № 131-ФЗ от 6 октября 2003 года «Об общих принципах организации местного самоуправления в Российской Федерации». Основной целью введения положений Федерального закона являлось устранение неопределённостей в разграничении предметов ведения и полномочий между органами государственной власти и органами местного самоуправления. Именно с этой целью была введена единая структура территориальной организации местного самоуправления. Полномочия Российской Федерации и субъектов Федерации в сфере регулирования местного самоуправления установлены на основе иных принципов, чем это осуществлено в предыдущей редакции Федерального закона, а также более подробно регулируется деятельность органов местного самоуправления.

## Установление границ и определение статуса муниципальных образований
Федеральный закон № 131-ФЗ от 6 октября 2003 года «Об общих принципах организации местного самоуправления в Российской Федерации», подписанный президентом 6 октября 2003 года, обязал органы власти всех субъектов РФ до 1 января 2005 года установить границы муниципальных образований в соответствии с новыми требованиями и наделить соответствующие муниципальные образования одним из следующих статусов: городское поселение, сельское поселение, муниципальный район, городской округ, а также внутригородская территория.
Сельским поселением мог стать один или несколько объединённых общей территорией сельских населённых пунктов (сёл, станиц, деревень, хуторов). Городским поселением мог стать город или посёлок городского типа (реже посёлок сельского типа) с прилегающей территорией (в состав городского поселения также могли быть включены сельские населённые пункты, не являющиеся сельскими поселениями). Муниципальным районом становились несколько поселений и межселенных территорий, объединённых общей территорией (исключения: Алеутский район с единственным поселением и единственным населённым пунктом в составе; Северо-Енисейский район, в составе которого отсутствуют городские и сельские поселения). Городской округ был определён как городское поселение, которое не входит в состав муниципального района. Внутригородской территорией была названа часть города федерального значения, являющаяся муниципальным образованием. Все прочие внутригородские муниципальные образования подлежали упразднению к 1 января 2006 года.

### Последующие изменения
30 ноября 2011 года к Федеральному закону «Об общих принципах организации местного самоуправления в Российской Федерации» вступили в силу поправки, вводящие уточнения типа муниципальных образований в городах федерального значения: внутригородская территория как внутригородское муниципальное образование.
27 мая 2014 года к Федеральному закону «Об общих принципах организации местного самоуправления в Российской Федерации» вступили в силу поправки, вводящие новые виды муниципальных образований: городской округ с внутригородским делением и входящий в его состав внутригородской район как внутригородское муниципальное образование.
1 мая 2019 года к Федеральному закону «Об общих принципах организации местного самоуправления в Российской Федерации» вступили в силу поправки, вводящий новый вид муниципальных образований: муниципальный округ.

## Создание муниципальных образований
Первостепенными задачами при переходе на поселенческий уровень являлись определение границ муниципальных образований и наделение их статусом (муниципальный район, городское поселение, сельское поселение) до 1 марта 2005 года. Если органы государственной власти субъекта не выполняли их к данному сроку, этим занимались федеральные органы исполнительной власти. Так, в Московской области были определены территории 36 городских округов, 36 муниципальных районов. Некоторые муниципальные районы стали городскими округами (Балашиха, Домодедово, Химки).
Осенью 2005 года прошли выборы в представительные органы (в муниципальных районах доля мест одного поселения не может превышать 40 %).
В некоторых субъектах федерации областными законами установлены новые наименования представительных органов муниципального образования, главы муниципального образования, местной администрации. Так, в городских и муниципальных округах представительные органы предлагается называть Думами, в муниципальных районах — Собраниями депутатов, в городских и сельских поселениях — Советами депутатов. Руководители исполнительной власти муниципальных образований в случае принятия закона станут называться главами городского округа, муниципального района, городского и сельского поселений. В некоторых — Собрание муниципального района; Собрание городского округа; Собрание городского (сельского) поселения.
По данным Минфина России по состоянию на 15 октября 2005 года, в России образованы 24 508 муниципальных образований, из них 1817 муниципальных районов, 526 городских округов, 1823 городских поселения, 20 106 сельских поселений, 236 внутригородских муниципальных образований.
Последним субъектом РФ, где были образованы муниципальные образования, стала Ингушетия в 2009 году.

## Классификация муниципальных образований
С 2006 года с последующими поправками в 2011, 2014 и 2019 годах введена следующая классификация муниципальных образований на территории субъектов РФ (республик, краёв, областей, автономных округов, автономной области, городов федерального значения):
- муниципальный район — как правило соответствует административно-территориальному району;
  - городское поселение — входит в муниципальный район (как правило соответствует городу или посёлку городского типа с подчинёнными ему населёнными пунктами или без таковых);
  - сельское поселение — входит в муниципальный район (как правило соответствует сельскому населённому пункту с подчинёнными ему населёнными пунктами или без таковых);
- городской округ — городское поселение, которое не входит в состав муниципального района (как правило соответствует административно-территориальному городу областного (краевого, республиканского, окружного) значения с подчинёнными ему населёнными пунктами или без таковых);
- внутригородская территория города федерального значения составляет внутригородское муниципальное образование в Москве, Санкт-Петербурге и Севастополе.
- городской округ с внутригородским делением (с 2014 года);
  - внутригородской район (с 2014 года) как внутригородское муниципальное образование в составе соответствующего городского округа;
- муниципальный округ (с 2019 года) — составляет МО без городских и сельских поселений, где городское население не превышает двух третей от общего населения (термин введён с 1 мая 2019 года и для преобразования подходящих в эту категорию МО в муниципальные округа отводится переходный период до 1 января 2025 года).

Выделено также понятие межселенной территории, прямо подчинённой муниципальному району и не входящей ни в одно из городских или сельских поселений.